# Капланов (Армавир)
Капланово - село в Краснодарском крае. Ныне-микрорайон в городе Новокубанск.

## История
Известный в 1950-1960-х гг. армавирский краевед Б. Л. Выродов предполагал, что аул Капланов был описан в воспоминаниях декабриста А. П. Беляева в связи с его поездкой из Прочного Окопа на левый берег Кубани в 1841 г. Вряд ли это так: визит был нанесен, скорее всего, в Армянский аул, как тогда назывался Армавир; но в середине 1860-х. гг.

## География
Находился на дороге между Новокубанском и Армавиром, рядом находились такие поселения как: Красная Поляна, Прочноокопская и другие.